# 스튜어트 고든

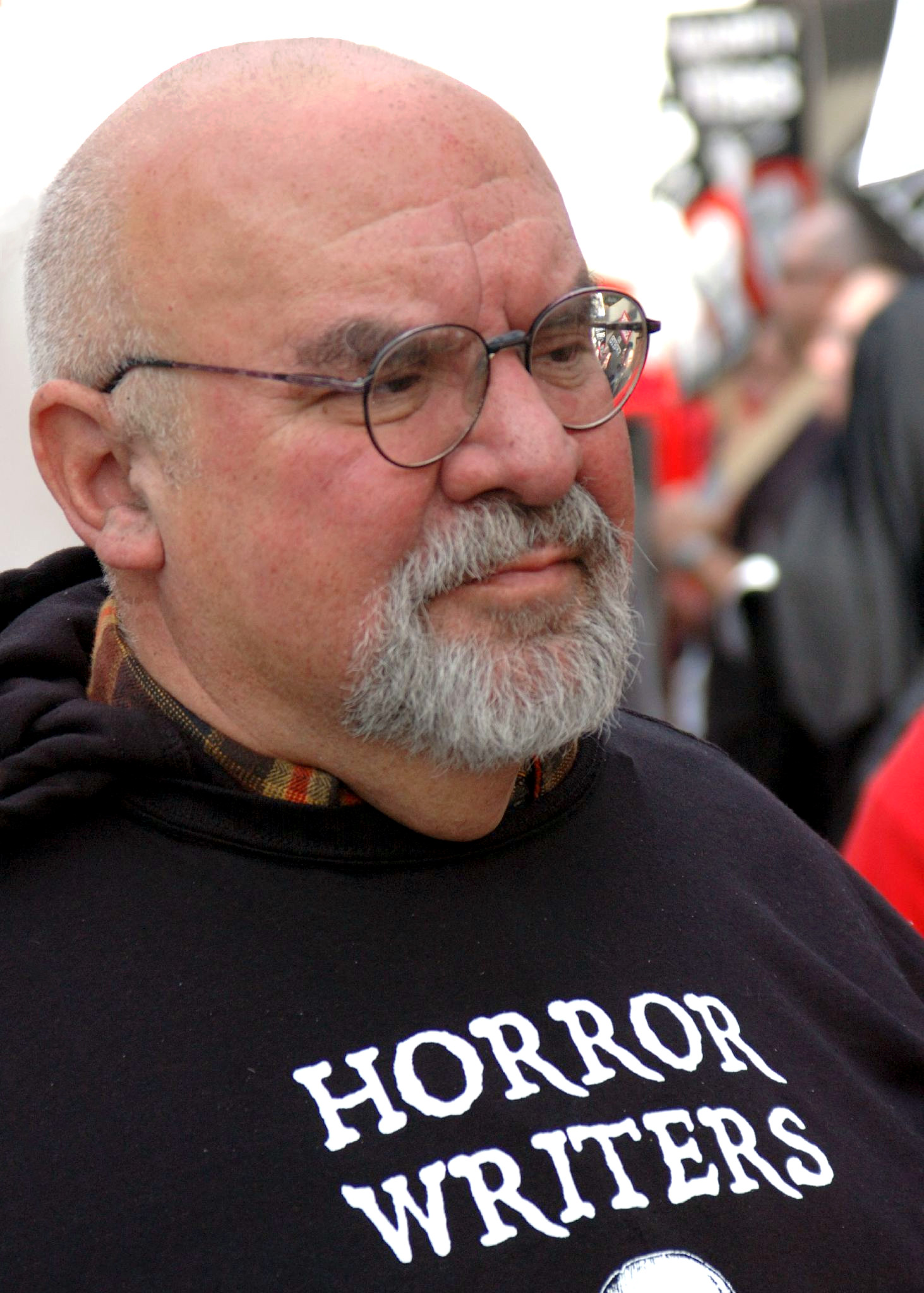

스튜어트 고든(Stuart Gordon, 1947년 8월 11일 ~ 2020년 3월 24일)은 미국의 영화 제작자, 극장 감독, 각본가, 극작가이다. 처음에는 실험극에서 도발적이고 자주 논란이 되는 작품으로 유명했다. 고든의 영화 작품 중 대부분은 공포 장르이지만 SF와 누아르 영화에도 기여하였다.
친구이자 동료 영화 제작자인 브라이언 유즈나처럼 고든은 H. P. 러브크래프트의 팬이며 스토리 저자 중 일부를 영화에 채택하였는데, 여기에는 리애니메이터, 지옥 인간, 데이곤, 마스터즈 오브 호러 에피소드 Dreams in the Witch-House가 포함된다.

## 생애
고든은 일리노이주 시카고에서 태어났다. Lane Technical High School을 졸업하고 상업적인 아티스트 수습생으로 일하다가 위스콘신 대학교 매디슨에 입학하였다. 영화 수업에 등록하지 못한 그는 연기 수업에 들어가 시어터 부문을 전공하게 되었다. 이 시기 동안 최초의 극장 기업 스쿠르 시어터를 설립하였다.